# Amandus (film)
Amandus este un film sloven din 1966 regizat de France Štiglic. Se bazează pe un roman de Ivan Tavčar și a fost adaptat pentru ecran de Andrej Hieng. Are loc la sfârșitul secolului al XVII-lea în zona care este acum Slovenia într-o perioadă de intoleranță religioasă. Amandus este un preot catolic hotărât să persecute protestanții locali. 

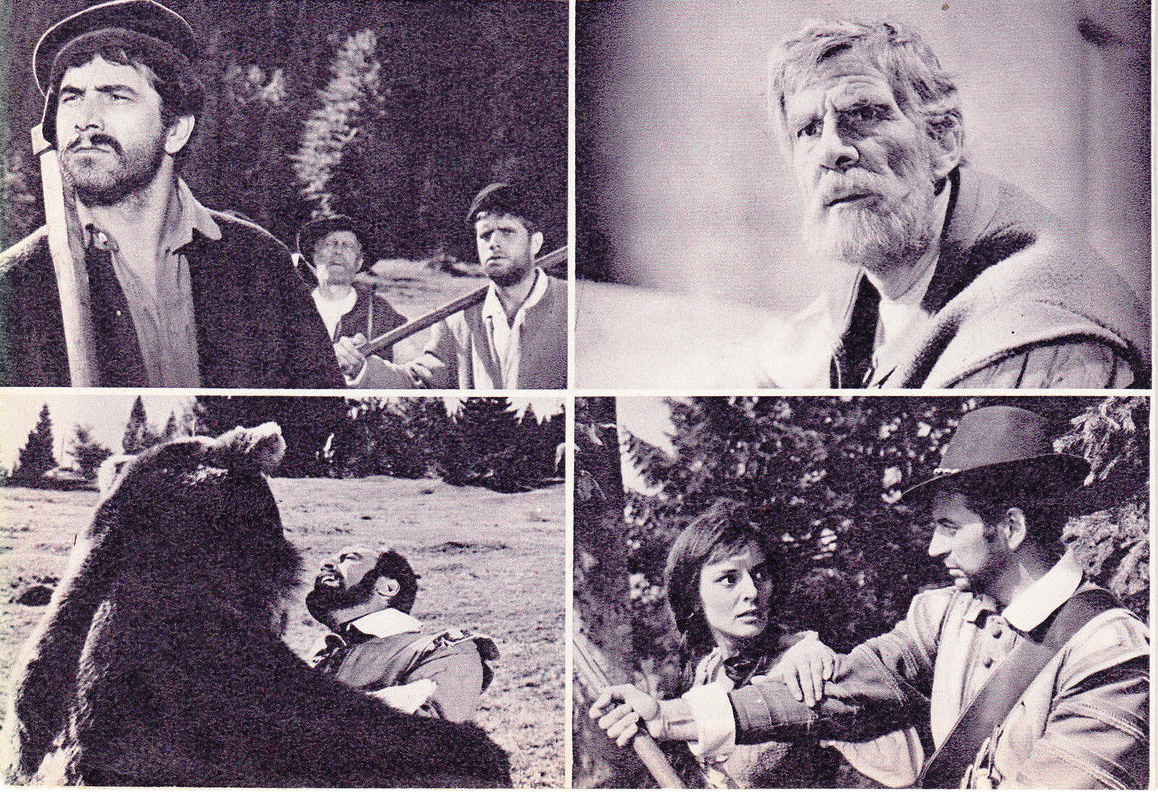
Scene din film

## Distribuție
- Miha Baloh ... Luka
- Demeter Bitenc ... drugi oskrbnik konjev
- Franjo Blaž ... kmečki duhovnik
- Milan Brezigar ... četrti luteran
- Marjan Breznik
- Laci Cigoj ... klerik
- Jože Čuk
- Janez Eržen ... črnolasec
- Maks Furijan ... igralec na dude
- Niko Goršič ... iznakaženi moški
- Janko Hočevar ... grbavec
- Tone Homar ... bradati moški
- Minca Jeraj ... drugi berač
- Janez Jerman ... tretji luteran
- Pavle Kovič ... močni klerik
- Boris Kralj ... Amandus
- Sandi Krošl ... Jernej
- Tone Kuntner ... klerik
- Andrej Kurent ... upornik
- Vida Levstik ... visokorasla ženska
- Marjan Lombar
- Franc Markovčič
- Metod Mayr ... stari klerik
- Branko Miklavc ... šepavec
- Kristijan Muck ... Janez
- Franc Penko ... moški
- Duša Počkaj ... prva beračka
- Karel Pogorelec ... vitki moški
- Tonja Ponebšek ... devica
- Nace Res ... starec
- Jože Rozman ... drugi vojak
- Lojze Rozman
- Pero Škerl ... drugi luteran
- Vladimir Skrbinšek ... prvi luteran
- Tone Slodnjak ... Simon
- Zlatko Šugman ... sholar
- Slavko Švajger ... Prost
- Arnold Tovornik ... prvi vojak
- Dare Ulaga ... tretji oskrbnik konjev
- Gabrijel Vajt ... debeli moški
- Jure Vizjak ... paznik
- Janez Vrhovec ... prvi oskrbnik konjev
- Stevo Žigon ... Joannes
- Jože Zupan ... Matevž
- Anka Zupanc ... Katarina

## Vezi și
- Listă de filme slovene